# St. Georg (Schamhaupten)

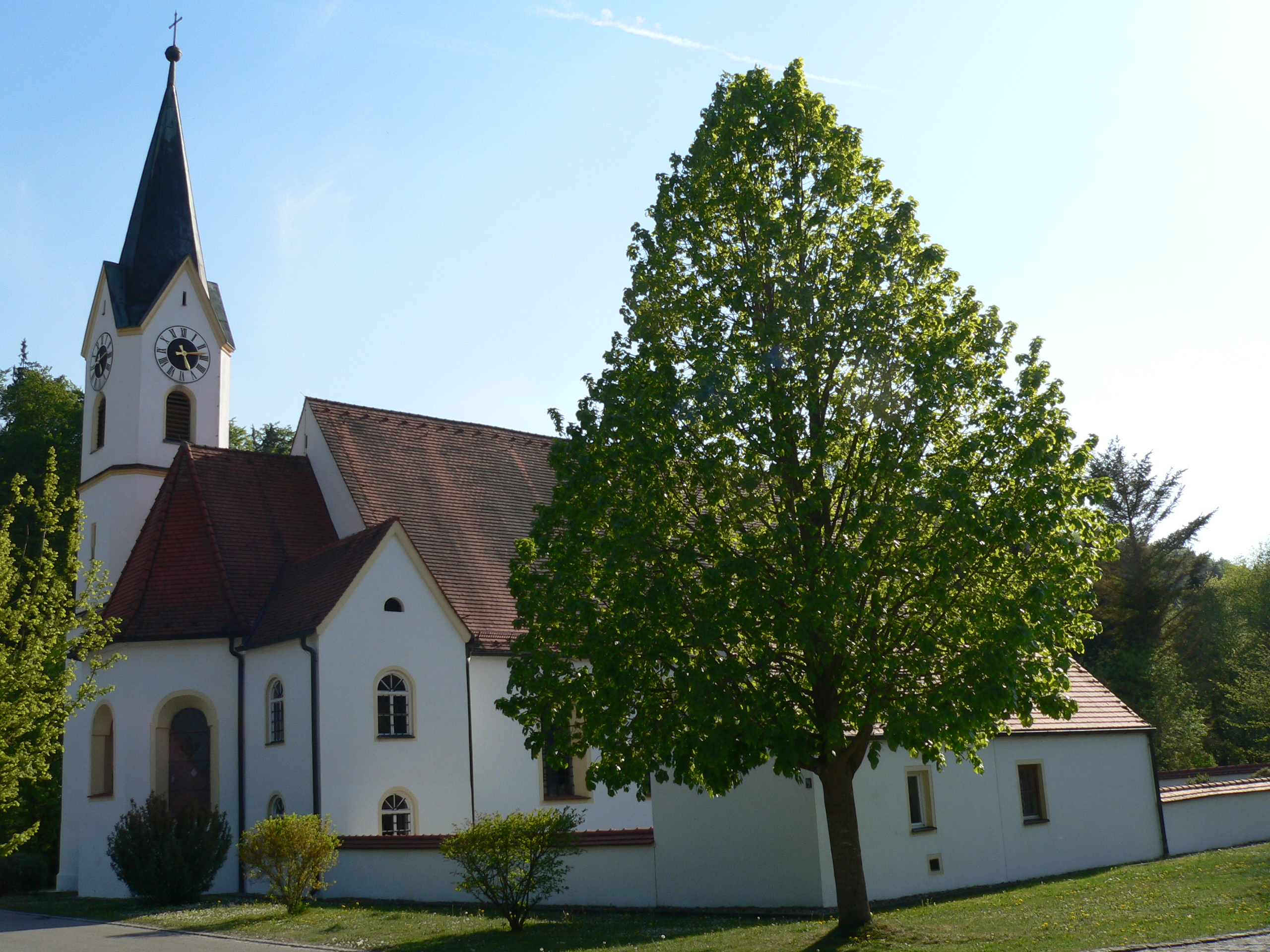
Außenansicht der Kirche Schamhaupten von Nordosten

Die ehemalige Klosterkirche und heutige Pfarrkirche St. Georg liegt in der Nähe der Schambachquelle am Südrand von Schamhaupten in der Gemeinde Altmannstein im Landkreis Eichstätt. Die Pfarrgemeinde Schamhaupten besteht aus den Ortschaften Schamhaupten, Sandersdorf, Schafshill und Thannhausen. Das Patrozinium der Kirche ist am 23. April.

## Geschichte

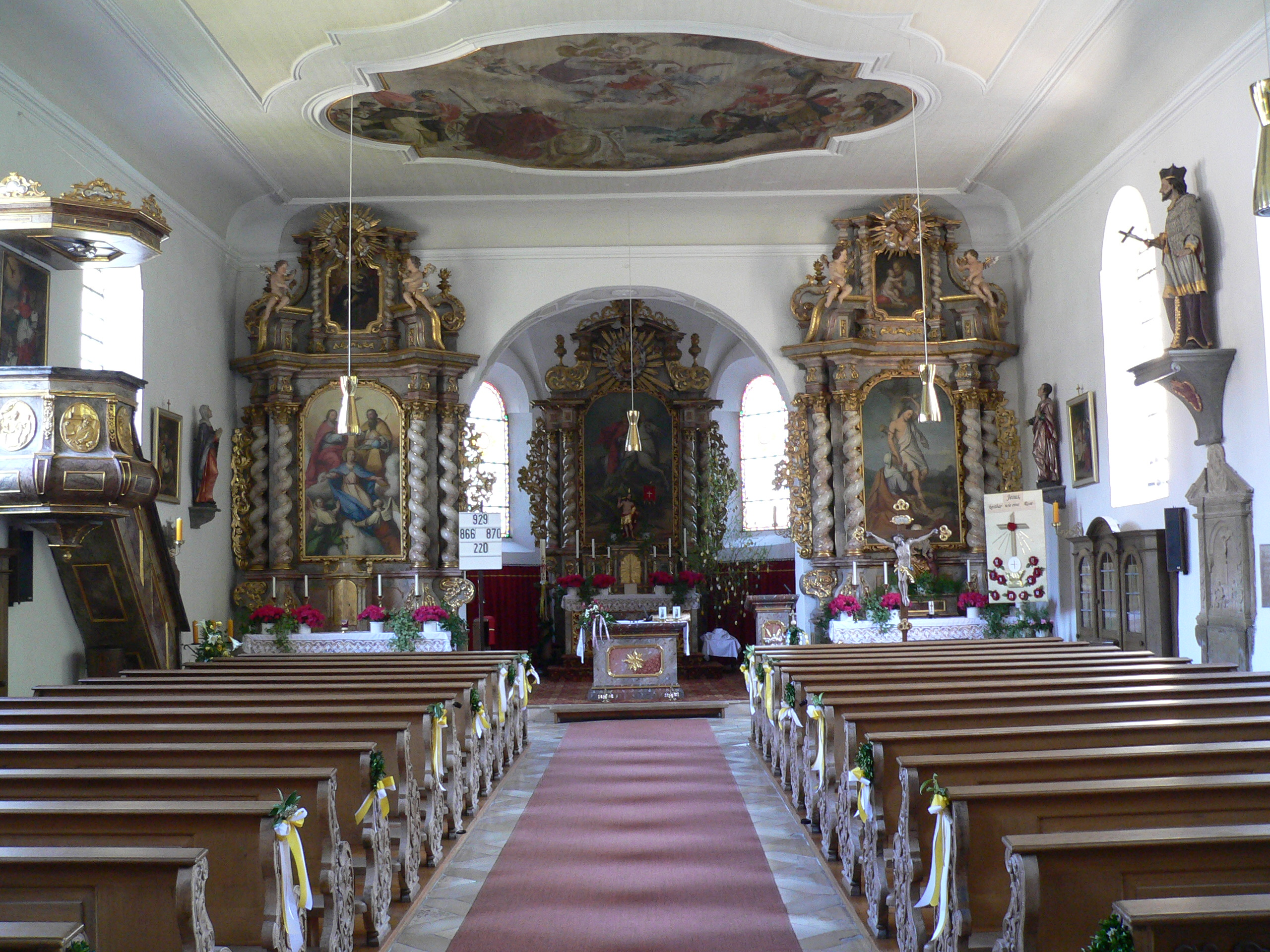
Innenraum der Kirche Schamhaupten

In den Jahren 1136 und 1137 wurde von der Witwe Gertrud von Schamhaupten und ihrer Tochter Luitgard ein Augustinerchorherrenstift gegründet. Da aber nur eine unzureichende wirtschaftliche Basis vorhanden war, kam das Kloster Schamhaupten nie zu großer Blüte und wurde 1609 endgültig aufgehoben. Der Klosterbesitz wurde dabei der Universität Ingolstadt übertragen. 1623, nachdem das Kloster abgebrochen worden war, baute man das Langhaus neu auf, wobei der spätgotische Chor beibehalten und mit in das neue Gebäude einbezogen wurde. Den Muggenthalern, einem Adelsgeschlecht, das die Herrschaft über die benachbarten Schlösser Sandersdorf, Hexenagger und Neuenhinzenhausen innehatte, diente die Kirche seit 1471 als Familiengrabstätte.

## Beschreibung

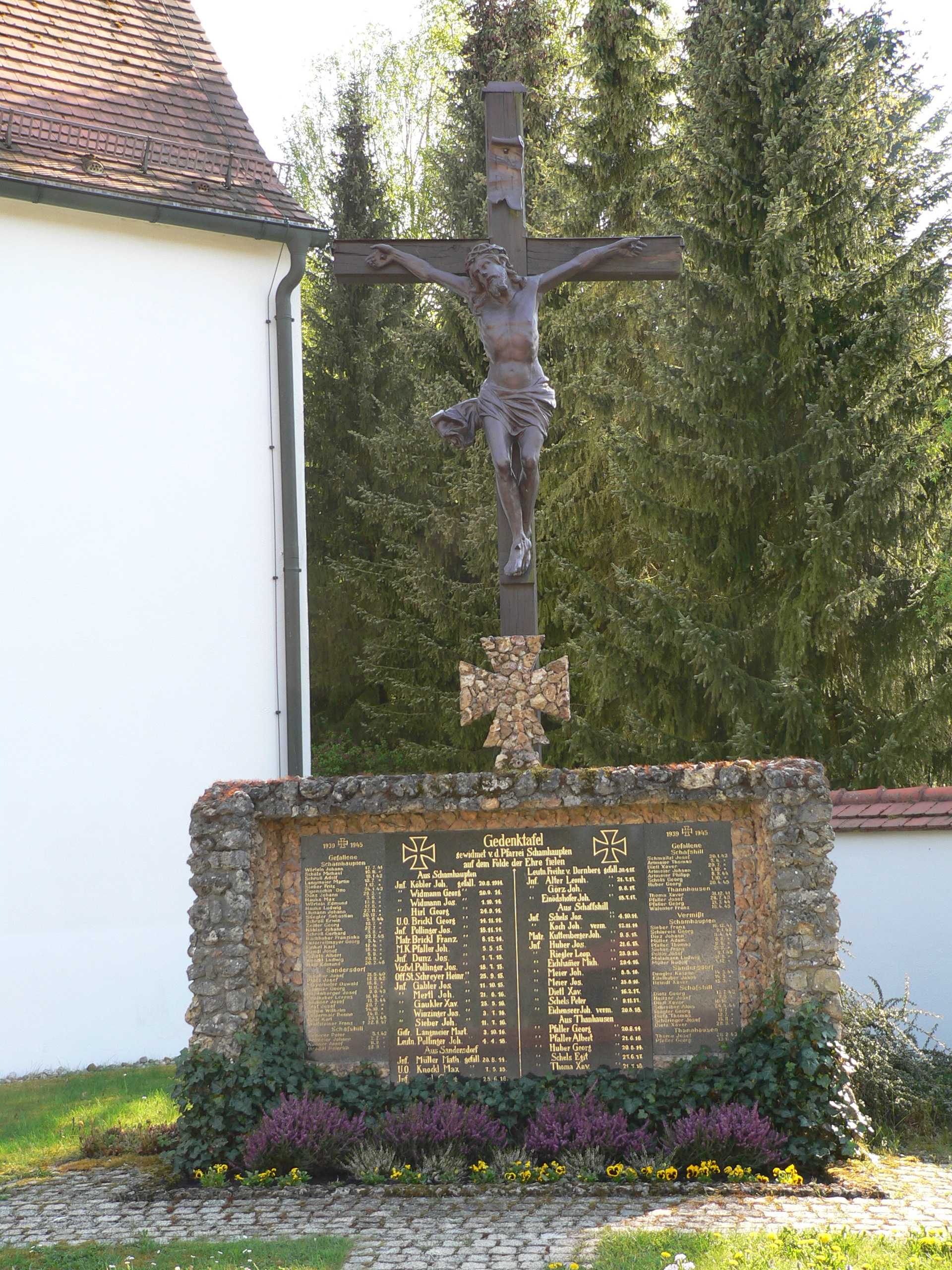
Kriegerdenkmal für die im Ersten und Zweiten Weltkrieg Gefallenen und Vermissten der Pfarrei im Kirchhof der Pfarrkirche Schamhaupten

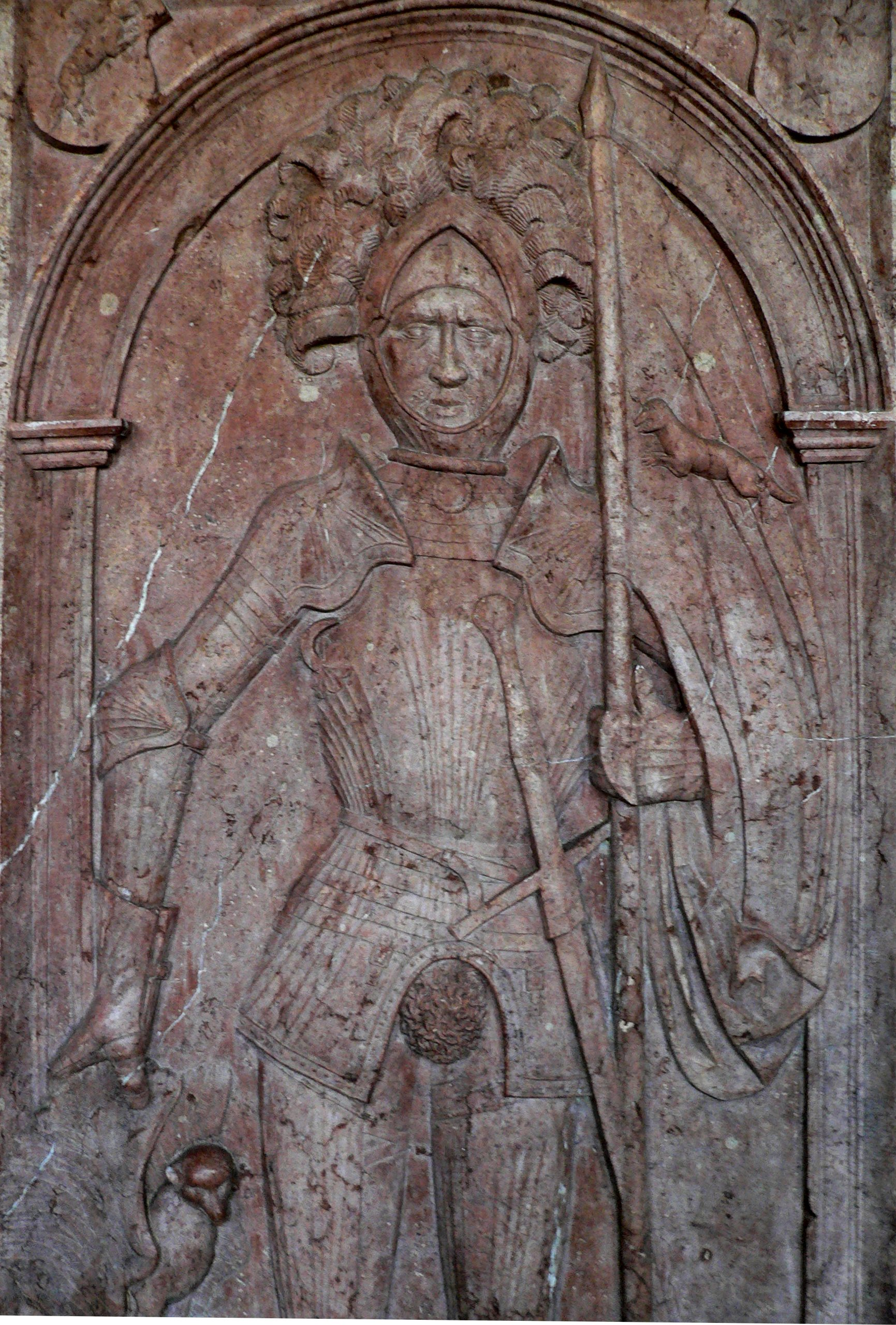
Epitaph an der Innenseite der Pfarrkirche Schamhaupten

Die Kirche ist barock ausgestattet. Der Hochaltar wurde um 1700 angefertigt, Die Seitenaltäre sowie die Kirchenbestuhlung und die Kanzel entstanden um das Jahr 1725 und wurden 1878 aus der Regensburger Dominikanerkirche nach Schamhaupten verbracht. Das romanische Taufbecken an der Kirchenrückwand sowie ein aus rotem Ton gebranntes Kruzifix (um 1400) und eine Holzskulptur der Hl Anna Selbdritt, um 1500 angefertigt, die auf dem rechten Seitenaltar steht, stammen aus den Vorgängerbauten der jetzigen Kirche. In die Kirchenwände sind einige Grabsteine und Epitaphien der Familie von Muggenthal eingelassen.

## Orgel
Die um 1900 gebaute Orgel hatte ursprünglich zehn Register, wurde aber bei der Erweiterung 1992 um sechs Register bereichert.
| I Hauptwerk C–g3 |       |
| Bourdon          | 16′   |
| Prinzipal        | 8′    |
| Gedeckt          | 8′    |
| Salicional       | 8′    |
| Oktave           | 4′    |
| Flauto           | 4′    |
| Superoktav       | 2′    |
| Mixtur           | 1 ⁄3′ |

| II Positiv C–g3 |       |
| Rohrflöte       | 8′    |
| Prinzipal       | 4′    |
| Nachthorn       | 2′    |
| Sesquialter     | 2 ⁄3′ |
| Oktav           | 1′    |

| Pedal C–f1 |     |
| Subbass    | 16′ |
| Oktavbass  | 8′  |

- Koppeln: HW/P, Pos/P, Pos/HW.

## Pfarrei Schamhaupten
Die Pfarrkirche Schamhaupten ist der Sitz der Pfarrgemeinde Schamhaupten, zu der die Filialkirchen
- St. Peter und Paul in Schafshill,
- St. Nikolaus in Thannhausen und
- Mariä Unbefleckte Empfängnis in Sandersdorf

gehören.